# Крістал Сазерленд
Крістал Сазерленд (нар. 1990) — австралійська письменниця, що здобула найбільшу популярність завдяки першому роману, «Наші хімічні серця», і третьому роману, «Дім Голлоу», який увійшов до списку бестселерів New York Times.

## Життєпис
Сазерленд народилася і виросла у Таунсвіллі, Австралія. Жила в багатьох великих містах світу: у Сіднеї, де редагувала студентський журнал свого університету, в Амстердамі, де працювала іноземною кореспонденткою, і у Гонконгу, де здобула ступінь.
Під час навчання в середній школі Сазерленд хотіла стати актрисою. 2016 року вона опублікувала свій перший роман «Наші хімічні серця», за яким 2020 року Amazon Studios зняла художній фільм.

## Екранізації
2020 року Amazon Studios випустила художній фільм «Хімічні серця» за романом «Наші хімічні серця» з Лілі Рейнгарт і Остіном Абрамсом у головних ролях. Її другий роман, «Напівповний список найгірших кошмарів», обрала для екранізації студія Yellow Bird US.

## Переклади українською
- 2020 року у видавництві «BookChef» вийшов український переклад роману «Наші хімічні серця». Перекладачка — Юлія Підгорна.
- 2024 у видавництві «Віват» вийшов український переклад роману «Дім Голлоу». Перекладачка —  Тетяна Іванова.

## Зовнішні посилання
- Офіційний сайт